# Ministère de l'Agriculture (Tunisie)
Pour les articles homonymes, voir Ministère de l'Agriculture.
Le ministère de l’Agriculture (arabe : وزارة الفلاحة), officiellement appelé ministère de l'Agriculture, des Ressources hydrauliques et de la Pêche (arabe : وزارة الفلاحة والموارد المائية والصيد البحري), est le ministère tunisien chargé de la politique agricole de l'État.

## Établissements sous tutelle
- Office des terres domaniales
- Office des céréales
- Office national de l'huile
- Société nationale d'exploitation et de distribution des eaux
- Société d'exploitation du canal et des adductions des eaux du Nord
- Société tunisienne d'aviculture
- Agence des ports et des installations de pêche
- Société des courses
- Société nationale de protection des végétaux
- Office de développement sylvo-pastoral du Nord-Ouest
- Office de l'élevage et des pâturages
- Agence foncière agricole
- Agence de promotion des investissements agricoles
- Centre national des études agricoles
- Fondation nationale d'amélioration de la race chevaline

## Ministre
Le ministre de l'Agriculture est nommé par le président de la République tunisienne sur proposition du chef du gouvernement. Il dirige le ministère et participe au Conseil des ministres.

### Liste
| Image | Nom                             | Parti                                          |  | Gouvernement | Début du mandat   | Fin du mandat     |
| ----- | ------------------------------- | ---------------------------------------------- |  | --- | ----------------- | ----------------- |
|       | Mustapha Filali                 | Néo-Destour                                    |  | Gouvernement Bourguiba I Gouvernement Bourguiba II                                                                  | 15 avril 1956     | 1er octobre 1957  |
|       | Mahmoud Khiari                  | Néo-Destour                                    |  | Gouvernement Bourguiba II                                                                                           | 1er octobre 1957  | 30 décembre 1958  |
|       | Abdesselem Knani                | Néo-Destour                                    |  | Gouvernement Bourguiba II                                                                                           | 30 décembre 1958  | 3 avril 1962      |
|       | Abdelmajid Chaker               | Néo-Destour PSD                                |  | Gouvernement Bourguiba II                                                                                           | 3 avril 1962      | 12 novembre 1964  |
|       | Mohamed Jeddi                   | PSD                                            |  | Gouvernement Bourguiba II                                                                                           | 12 novembre 1964  | 26 juillet 1967   |
|       | Lassaad Ben Osman               | PSD                                            |  | Gouvernement Bourguiba II                                                                                           | 26 juillet 1967   | 8 septembre 1969  |
|       | Abdallah Farhat                 | PSD                                            |  | Gouvernement Bourguiba II Gouvernement Ladgham Gouvernement Nouira                                                  | 8 septembre 1969  | 29 octobre 1971   |
|       | Dhaoui Hannablia                | PSD                                            |  | Gouvernement Nouira                                                                                                 | 29 octobre 1971   | 25 septembre 1974 |
|       | Hassen Belkhodja                | PSD                                            |  | Gouvernement Nouira                                                                                                 | 25 septembre 1974 | 7 novembre 1979   |
|       | Lassaad Ben Osman               | PSD RCD                                        |  | Gouvernement Nouira Gouvernement Mohamed Mzali Gouvernement Sfar Gouvernement Ben Ali Gouvernement Hédi Baccouche I | 7 novembre 1979   | 27 juillet 1988   |
|       | Slaheddine Ben Mbarek           | RCD                                            |  | Gouvernement Hédi Baccouche II                                                                                      | 27 juillet 1988   | 11 avril 1989     |
|       | Nouri Zorgati                   | RCD                                            |  | Gouvernement Hédi Baccouche III Gouvernement Karoui                                                                 | 11 avril 1989     | 20 février 1991   |
|       | Mouldi Zouaoui                  | RCD                                            |  | Gouvernement Karoui                                                                                                 | 20 février 1991   | 15 juin 1993      |
|       | Mohamed Ben Rejeb               | RCD                                            |  | Gouvernement Karoui                                                                                                 | 15 juin 1993      | 22 janvier 1997   |
|       | Mabrouk Bahri                   | RCD                                            |  | Gouvernement Karoui                                                                                                 | 22 janvier 1997   | 9 octobre 1997    |
|       | Sadok Rabah                     | RCD                                            |  | Gouvernement Karoui Gouvernement Ghannouchi I                                                                       | 9 octobre 1997    | 5 septembre 2002  |
|       | Habib Haddad                    | RCD                                            |  | Gouvernement Ghannouchi I                                                                                           | 5 septembre 2002  | 29 août 2008      |
|       | Abdessalem Mansour              | RCD                                            |  | Gouvernement Ghannouchi I                                                                                           | 29 août 2008      | 17 janvier 2011   |
|       | Habib M'barek                   | RCD                                            |  | Gouvernement Ghannouchi II                                                                                          | 17 janvier 2011   | 27 janvier 2011   |
|       | Mokhtar Jallali                 | Indépendant                                    |  | Gouvernement Ghannouchi II Gouvernement Caïd Essebsi                                                                | 27 janvier 2011   | 24 décembre 2011  |
|       | Mohamed Ben Salem               | Ennahdha                                       |  | Gouvernement Jebali Gouvernement Larayedh                                                                           | 24 décembre 2011  | 29 janvier 2014   |
|       | Lassaad Lachaal                 | Indépendant                                    |  | Gouvernement Jomaa                                                                                                  | 29 janvier 2014   | 6 février 2015    |
|       | Saâd Seddik                     | Indépendant                                    |  | Gouvernement Essid                                                                                                  | 6 février 2015    | 27 août 2016      |
|       | Samir Taïeb                     | Voie démocratique et sociale puis Tahya Tounes |  | Gouvernement Chahed                                                                                                 | 27 août 2016      | 27 février 2020   |
|       | Oussama Kheriji                 | Indépendant                                    |  | Gouvernement Fakhfakh                                                                                               | 27 février 2020   | 2 septembre 2020  |
|       | Akissa Bahri                    | Indépendante                                   |  | Gouvernement Mechichi                                                                                               | 2 septembre 2020  | 15 février 2021   |
|       | Mohamed Fadhel Kraiem (intérim) | Indépendant                                    |  | Gouvernement Mechichi                                                                                               | 15 février 2021   | 2 août 2021       |
|       | Mahmoud Elyes Hamza             | Indépendant                                    |  | Gouvernement Bouden                                                                                                 | 11 octobre 2021   | 30 janvier 2023   |
|       | Abdelmonem Belaâti              | Indépendant                                    |  | Gouvernement Bouden/Hachani/Madouri                                                                                 | 30 janvier 2023   | 25 août 2024      |
|       | Ezzeddine Ben Cheikh            | Indépendant                                    |  | Gouvernement Madouri/Zaafrani                                                                                       | 25 août 2024      | en cours          |

## Secrétaires d'État
- 2010-2011 : Abdelaziz Mougou
- 2011 : Salem Hamdi
- 2011-2014 : Habib Jemli
- 2013-2014 : Sadok Amri
- 2014-2015 : Tarek Majdoub
- 2015-2016 : Amel Nafti et Youssef Chahed
- 2016-2017 : Omar Béhi
- 2016-2020 : Abdallah Rabhi
- 2020 : Akissa Bahri
- 2023-2024 : Ridha Gabouj
- depuis 2024 : Hamadi Habib